# The Spirit Awakened
The Spirit Awakened' é um filme mudo norte-americano de 1912 em curta-metragem, do gênero drama, dirigido por D. W. Griffith e estrelado por Blanche Sweet.

## Elenco
- Blanche Sweet
- W. Chrystie Miller
- Kate Bruce
- Edward Dillon
- Alfred Paget
- Mae Marsh
- J. Jiquel Lanoe
- Charles West